# Barbarian (videohra, 1987)
Barbarian je fantasy plošinovka vyvinutá a vydaná v roce 1987 britskou společností Psygnosis. Obal hry vytvořil anglický umělec Roger Dean. Existují verze pro platformy MS-DOS, Amiga, Commodore 64, Atari ST, ZX Spectrum, MSX, Amstrad CPC a iOS.
V roce 1991 vzniklo pokračování Barbarian II.

## Hratelnost
Hra se ovládá klávesnicí, myší nebo joystickem. Hegor disponuje zpočátku pouze mečem, později nalezne luk, šípy a štít. Bez luku nelze šípy využít. Může chodit doleva a doprava, šplhat po žebřících nahoru a dolů, skákat, bránit se štítem, sbírat a pokládat předměty. Také je zde možnost útěku před nebezpečím, ale hrdina odhodí zbraň, kterou právě drží v ruce.
Prostředí není skrolující, hráč vede svého bojovníka z jedné obrazovky do dalších. Celkem se zde nachází kolem 70 obrazovek. Nevýhodou je, že se ve hře nedají ukládat pozice („sejvovat“).

## Příběh
Hráč ovládá postavu barbara Hegora, který se musí probojovat podzemním komplexem sopky Durgan, aby zničil krystal, jenž je zdrojem síly zlého čaroděje Necrona. Po zničení krystalu se sopka začne probouzet k životu a je nutné se rychle vrátit na zemský povrch. V cestě Hegorovi stojí různí nepřátelé, od všelijakých bestií přes draky, rytíře až po kouzelníky. Pozornost je třeba věnovat i pastím typu padajícího kamení ze stropu, propadlům atd.